# اس‌اس والبانرا
اس‌اس والبانرا (به انگلیسی: SS Valbanera) یک کشتی بود که طول آن ۴۰۰ فوت (۱۲۰ متر) بود.